# Бичман, Лори
Ло́ри Хо́уп Би́чман (англ. Laurie Hope Beechman; 4 апреля 1953, Филадельфия, Пенсильвания, США — 8 марта 1998, Уайт-Плейнс, Нью-Йорк, США) — американская певица.

## Биография
Американская певица, известная по своей работе в бродвейских мюзиклах «Иосиф и его удивительный, разноцветный плащ снов», «Отверженные» и «Кошки». В 1982 году получила премию Theatre World Award и была номинирована на «Тони».
В 1992 году Лори вышла замуж за Нила Маццелла и была за ним замужем до своей смерти 8 марта 1998 года от рака яичников в 44-летнем возрасте.